# Olivier Baratelli
Olivier Baratelli, né à Nancy le 8 octobre 1964, est un avocat français, spécialisé en droit pénal des affaires, en droit de la presse et du marché de l'art. Il est l'un des grands spécialistes du droit des successions.[réf. nécessaire]

## Carrière
Olivier Baratelli a effectué ses études de droit à l'Université de Nancy, menant parallèlement son cursus en sciences politiques.
Avec  Paul Lombard, avec qui il a travaillé de 1989 à 2017, ils ont défendu devant la cour d'assises de Paris, le prince Victor-Emmanuel de Savoie, fils du dernier roi d’Italie, poursuivi pour meurtre, dont ils ont obtenu l’acquittement.
Il est aussi en France l'avocat de la « famille de France » : avocat d'Henri d'Orléans, comte de Paris, d'abord jusqu'à son décès en juin 1999, il sera ensuite l'avocat de plusieurs de ses enfants. Olivier Baratelli est aujourd'hui l'avocat du duc d'Orléans, Jacques d'Orléans, qui a essayé de récupérer les biens d'importance hérité des rois de France qui étaient conservés par la Fondation Saint-Louis.

## Affaires politiques et financières
Olivier Baratelli a été, dès le début des affaires politico-judiciaires dans les années 1990, avec Paul Lombard, l'avocat de différents ministres de la République, tels que Michel Charasse et Christian Pierret, des députés, des sénateurs et le Président Christian Poncelet.
Il a plaidé dans l’affaire des emplois présumés fictifs du RPR, employés payés par la Mairie de Paris où il représentait Jacques Boyon, le Trésorier du RPR. Celui-ci sera condamné avec sursis.
Olivier Baratelli a été l’avocat, avec son associé Paul Lombard, de la République Fédérale d'Allemagne, dans le procès Elf, qui a vu la condamnation de Loïk Le Floch-Prigent et André Tarallo.
Depuis 1998, Olivier Baratelli est l’avocat des différentes sociétés du groupe Bolloré ; il est par ailleurs l’avocat personnel de Vincent Bolloré sur différents dossiers dans lesquels il attaque en diffamation notamment le site d'actualité Basta ! et le cofondateur du site "Rue89", Pierre Haski,,.
En 2012, Pierre Mongin, alors PDG de la RATP, lui demande de l’assister devant les juges Renaud Van Ruymbeke et Roger Le Loire, chargés de l’affaire Karachi : en mars 2014, Olivier Baratelli obtiendra l’annulation pure et simple de la mise en examen de Pierre Mongin, mis en cause à raison de sa qualité de chef de cabinet du Premier ministre Édouard Balladur en 1995, et la clôture du dossier sur une prétendue utilisation des fonds spéciaux pour financer la campagne présidentielle de 1995.
Il est également fréquemment mis à contribution dans d'autres affaires pénales financières françaises,,. 
Il défend également le groupe chimique allemand Bayer et de son produit l'insecticide Gaucho accusé d'être en partie responsable de la surmortalité des abeilles.

## Droit de la presse, marché de l'art et spectacle
Olivier Baratelli défend différentes personnalités françaises, dont Karl Zéro, Guy Lux, ou Isabelle Adjani, à l’époque en couple avec le Docteur Stéphane Delajoux, dont il est également l’avocat pendant plusieurs années.
Olivier Baratelli est également un spécialiste du droit du marché de l’art : il a défendu le commissaire-priseur Jacques Tajan, qui sera condamné par le tribunal correctionnel de Paris à un an de prison avec sursis et 50 000 euros d'amende pour un faux en écriture, poursuivi aux côtés de Roland Dumas dans l’affaire Giacometti, de nombreux artistes dont le sculpteur César, le peintre Robert Combas, et aujourd’hui[Quand ?] le peintre Philippe Cognée[réf. nécessaire].
Il est également, avec Paul Lombard, l’avocat des enfants Pablo Picasso, Maya Picasso, fille de l’artiste, et Diana Picasso, petite fille de l’artiste,,,,.
En 2008, Françoise Cachin, Directrice du musée d’Orsay  de 1986 à 1994, directrice des musées de France jusqu’en 2001, petite fille du célèbre peintre Paul Signac confie à Olivier Baratelli le soin de retrouver des tableaux dérobés à sa famille pendant la guerre. Le 21 janvier 2019, Olivier Baratelli obtiendra la condamnation du receleur d’une esquisse de Georges Seurat: « Esquisse complète du dimanche après-midi à l’île de la Grande jatte », à trois ans de prison dont deux fermes pour recel de vol .
Olivier Baratelli a aussi beaucoup travaillé dans des dossiers de tableaux volés pendant la 2e guerre mondiale : en 2004, il a récupéré à Tokyo un tableau d’Alfred Sisley volé par les nazis en 1942 appartenant à la famille de Gunzburg[réf. nécessaire].
Olivier Baratelli est également l’avocat bénévole de la Fondation pour l'enfance,,.
Il est également l’avocat bénévole de la Fondation, reconnue d’utilité publique, AVEC qui lutte sous l’égide du Professeur David Khayat contre le cancer.

## Distinctions
- Chevalier de l'ordre des Saints-Maurice-et-Lazare[réf. nécessaire].

Depuis 2012, Olivier Baratelli est classé parmi les 30 avocats les plus puissants de France par le magazine masculin de mode GQ,.